# Johann Caspar Sperling
Johann Caspar Sperling (* um 1675; † vor 15. Mai 1743 in Rostock) war ein deutscher Orgelbauer.

## Leben
Caspar Sperling stammte wahrscheinlich aus Quedlinburg. Sein Vater, Nicolaus Sperling, hatte beim Orgelbauer Jürgen Nothnagel in Quedlinburg gelernt. 1697/1698 war Caspar Sperling Gehilfe des Orgelbauers Christian Vogel aus Halberstadt. Sperling baute im nördlichen Vorland des Harzes neue Orgeln für St. Aegidii (1703) und St. Blasii in Quedlinburg (1714/1715). Für die Kirche in Ditfurt besorgte er 1713–1714 eine Erweiterung der bestehenden Orgel. Er kam um 1700 aus Quedlinburg nach Rostock und baute hier 1706 für St. Nikolai und 1735 für St. Petri je eine neue Orgel. In Rostock war er spätestens seit 1709 ansässig und war dort Lehrmeister für den Orgelbauer Paul Schmidt. Dieser schrieb selbst in einem Brief vom 25. Mai 1790, dass er bei seinem seeligen Lehrmeister Caspar Sperling gelernt habe. 1718 wurde Sperling vom Rostocker Rat mit der Aufsicht über sämtliche Orgeln der Kirchen betraut. Dieses Amt übte er bis zu seinem Tode aus. Bei einer Durchreise durch Tangermünde 1703 schätzte er die Reparatur der dortigen Scherer-Orgel auf 800 Taler. In den Jahren 1708 bis 1711 errichtete er in Plau am See eine Orgel.
In der Marktkirche Goslar erbaute Sperling 1719–1721 eine dreimanualige Orgel. 1722/1723 war hier der spätere Orgelbauer Johann Wilhelm Gloger Geselle von Sperling. In den Jahren 1726–1729 arbeitete Sperling in der Hamburger St. Petri-Kirche. In seinem Buch Grund-Regeln von der Structur und den Requisitis einer untadelhaften Orgel bemerkte der Organist von St. Petri Georg Preus:

„... Man besehe, was der weit berühmte Orgelmacher Casparus Sperling, bey der Renovirung, in der Orgel zu St. Petri, alhier, in Hamburg, neues gemacht hat ... und kann ich mit allem Recht sagen, daß wohlgemeldeter Caspar Sperling ein Meister, in der Orgelmacherkunst, sey; und daß seines gleichen so gar leichte nicht zu finden ...“

Ab 1712 war er auch für das Fürstentum Anhalt-Zerbst tätig. Zwischen 1712 und 1719 errichtete er die Orgel der Zerbster Schlosskapelle. Ein weiteres Werk errichtete Sperling 1729 in der St.-Bartholomäus-Kirche in Damgarten. 1734 entstand eine Orgel für die Kapelle des nordwestlich von Zerbst gelegenen Lustschlosses Friederikenberg. Im Jahre 1737 wurde Sperlings Orgel in der Schloßkirche Dornburg geweiht. Im gleichen Jahr erhielt er den Auftrag zum Bau einer Orgel in der Zerbster Waisenhauskirche und dafür 150 Taler Anzahlung. Diesen Auftrag führte er aber nie aus. In Rostock unterschrieb er im Jahre 1742 mit stark zitternder Hand einen Kontrakt zur Reparatur der Orgel der Pfarrkirche in Güstrow. Als Caspar Sperling 1743 starb, hinterließ er seine Werkstatt seinem Mitarbeiter Christian Ordtmann, der am 15. Mai 1743 als Nachfolger einen Vertrag über die Aufsicht der Rostocker Orgeln unterschrieb.

## Werk
Die Größe der Instrumente wird in der fünften Spalte durch die Anzahl der Manuale und die Anzahl der klingenden Register in der sechsten Spalte angezeigt. Ein großes „P“ steht für ein selbstständiges Pedal, ein kleines „p“ für ein angehängtes Pedal. Eine Kursivierung zeigt an, dass die betreffende Orgel nicht mehr erhalten ist.
| Jahr      | Ort                     | Gebäude               | Bild\|         | Manuale | Register | Bemerkungen |
| --------- | ----------------------- | --------------------- | -------------- | ------- | -------- | --- |
| 1703      | Quedlinburg             | St. Aegidii           |                | II/P    | 17       | Prospekt der Orgel von Jürgen Nothnagel (1651); 2013 durch Orgelbau Lodahl restauriert |
| 1706      | Rostock                 | St. Nikolai           |                |         |          | nicht erhalten |
| 1708–1711 | Plau am See             | St. Marien            |                |         |          | nicht erhalten |
| um 1710   | Boddin                  | Dorfkirche            | Bild der Orgel |         |          | Orgel stiftete Christian Wilhelm von Lehsten. Sperling hat sie für 232 Taler gebaut, Einbau einer neuen Orgel 1871 durch Friedrich Friese III; nur Prospekt von Sperling erhalten                |
| 1712–1719 | Zerbst                  | Schlosskapelle        |                | II/P    |          | nicht erhalten |
| 1713–1714 | Ditfurt                 | St. Bonifatius        |                |         | 24       | Erweiterung der bestehenden Orgel durch Sperling, nicht erhalten |
| 1714–1715 | Quedlinburg             | St. Blasii            |                |         |          | nicht erhalten |
| 1714–1721 | Goslar                  | St. Cosmas und Damian |                | III/P   |          | nicht erhalten |
| 1722–1726 | Nehringen               | St. Andreas           |                | ?       | ?        | Gehäuse verändert erhalten, Werk von Mehmel |
| 1729      | Damgarten               | St. Bartholomäus      |                | I/P     | 7        | nicht erhalten, 1848 durch eine Buchholz-Orgel mit II/P/13 ersetzt. |
| 1734      | Schloss Friederikenburg | Schlosskapelle        |                |         |          | nicht erhalten |
| 1735      | Rostock                 | St. Petri             |                |         |          | nicht erhalten, durch Bombenangriff im April 1942 zerstört |
| 1737      | Dornburg                | St. Christophorus     | Bild der Orgel | I/P     | 7        | ursprünglich für die Dornburger Schloßkirche gefertigt, um 1756 nach St. Christophorus verbracht, dabei in neues Gehäuse von Johann Georg Gauß eingebaut, 2012 durch Orgelbau Hüfken restauriert |